# Alex Jones (aktor)
Alex Jones (ur. 2 marca 1991 w  Pomonie) – amerykański aktor grający w filmach pornograficznych pochodzenia niemieckiego i serbskiego.

## Kariera
Początkowo pracował jako model. Podczas sesji zdjęciowej nago, fotografowie zasugerowali, by spróbował swoich sił w branży porno. W wieku dziewiętnastu lat zadebiutował przed kamerami w amatorskiej scenie gangbangu do projektu gonzo Homemade Media Home Made Gangbang 4 (2010) w Chatsworth w podmiejskiej dzielnicy w Los Angeles w Kalifornii, w dolinie San Fernando Valley. Następnie podjął współpracę z Dare Dorm i wystąpił scenie seksu grupowego w Getting Loose (2011), a jego dystrybutorem była firma RealityKings.com. Następnie dostał się do produkcji Dare Dorm 9 (2011), która została uhonorowana nagrodą AVN Award dla najlepszej realizacji amatorskiej. W filmie BiLatinMen.com Ace (2012) wystąpił pod pseudonimem Ace w scenie masturbacji. W 2012 kontynuował karierę w branży filmów dla dorosłych, wysyłając swoje zdjęcia wraz z CV do agencji modeli. Wkrótce podjął współpracę z profesjonalnymi studiami filmowymi, w tym New Sensations, Evil Angel, Jules Jordan Video, Wicked Pictures, Penthouse, Brazzers, Deeper, Vixen i Bang Bros. 
Zdobył nominacje do branżowych nagród, w tym AVN Award w kategorii najlepsza scena triolizmu (chłopak/chłopak/dziewczyna) z A.J. Applegate i Mr. Pete w komedii Seksoholicy (Sexaholics, 2015) w roli chłopca od basenów, XBIZ Award w kategorii najlepsza scena w realizacji niefabularnej V For Vicki (2014) jako strażak z udziałem Vicki Chase, Chada’a White, Evana Stone’a, Chrisa Strokesa, Steve’a Holmesa i Marco Banderasa i XRCO Award w kategorii najlepszy aktor za rolę Davida w filmie Digital Playground Szkolne miłości (Sweethearts, 2024). 
W sierpniu 2018 udzielił wywiadu dla magazynu „Rolling Stone” ze względu na zbieżność nazwisk z kontrowersyjnym dziennikarzem i zwolennikiem teorii spiskowych Alexem Jonesem.
W 2020 związał się z agencją OC Modeling. W dreszczowcu Feed Me (2023) pojawił się jako Billy. W projekcie OnlyFans Keep Yah Joy: Infamous Way Pray For Me (2023) z Leną Paul i Ivy Lebelle wystąpił w roli księdza z różańcem. W 2023 podpisał kontrakt z Brazzers. W romantycznym filmie fantastycznonaukowym Gość (The Visitor, 2024) został obsadzony w roli Davida, humanoidalnego kosmity. W miniserialu kryminalnym Digital Playground Brudni gliniarze (Dirty Cops, 2024) zagrał postać policjanta.
W sierpniu 2024 zajął trzecie miejsce na liście najlepszych gwiazd porno AEBN (Adult Entertainment Broadcast Network). W marcu 2025 był nominowany do nagrody fanów The Fanny Award – Exxxotica Chicago w Rosemont w Illinois w kategorii wykonawca roku.

## Nagrody
| Rok  | Nagroda        | Kategoria                                      | Film                                       | Inni wykonawcy |
| ---- | -------------- | ---------------------------------------------- | ------------------------------------------ | --- |
| 2019 | AVN Award      | Najlepsza scena seksu analnego                 | After Dark (2018)                          | Abella Danger, Angela White, Ana Foxxx, Bambino, Jessa Rhodes, Kira Noir, Mia Malkova, Ricky Johnson, Mick Blue, Ryan Driller, Tori Black i Vicki Chase |
| 2020 | AVN Award      | Najlepsza scena seksu oralnego                 | Swallowed 29 (2019)                        | Adriana Chechik |
| 2021 | AVN Award      | Najlepsza scena gangbangu                      | Adriana Chechik’s Extreme Gangbang (2020)  | Eddie Jaye, Adriana Chechik, John Strong, Markus Dupree, Rob Piper i Scotty P. |
| 2022 | Fleshbot Award | Najlepsza scena seksu grupowego                | The Gangbang Of Savannah Bond (2021)       | Savannah Bond, Mick Blue, John Strong, Rob Piper, Jax Slayher i Alex Mack |
| 2022 | Fleshbot Award | Film roku                                      | Drift (2021)                               | Violet Myers, Maitland Ward, Mick Blue, Anton Harden, Flex Fitcock, Seth Gamble, Jamie Knoxx, Danny Mountain i Jamie Knoxx |
| 2023 | Fleshbot Award | Najlepsza scena seksu grupowego                | Deep Inside Jennifer White; Scena 4 (2022) | Richard Mann, Rob Piper, Jax Slayher, Lawson Jones, Dan Damage, Musa Phoenix, Jennifer White i Hollywood Cash |
| 2023 | XBIZ Award     | Najlepsza scena seksu — prezentacja wykonawców | April Olsen Knows Best (2022)              | April Olsen, Mick Blue i Rob Piper |
| 2024 | AVN Award      | Najlepsza scena seksu z podwójną penetracją    | Influence: Vanna Bardot Part 3 (2023)      | Vanna Bardot i Dante Colle |
| 2024 | XBIZ Award     | Najlepsza scena seksu – film fabularny         | Climax 3 (2023)                            | Alexia Anders, Lilly Bell, Kira Noir, Alexis Tae, Maya Woulfe, Nathan Bronson i Isiah Maxwell |
| 2024 | XBIZ Award     | Najlepsza scena seksu – winieta                | Mouths of Babes (2023)                     | Dan Damage, Vicki Chase i Richard Mann |
| 2024 | Urban X Award  | Wykonawca roku                                 | –                                          | – |
| 2025 | XMA Award      | Wykonawca roku                                 | –                                          | – |
| 2025 | XMA Award      | Najlepsza scena seksu – orgia/grupa            | Brazzers Presents: 20 for 20 (2024)        | Monique Alexander, Cherie Deville, Alexis Fawx, Kayley Gunner, Lily Lou, Abigaiil Morris, Kira Noir, Ryan Reid, Gal Ritchie, Queenie Sateen, Luna Star, Angela White, Hollywood Cash, Manuel Ferrara, Ricky Johnson, JMac, Mick Blue, Keiran Lee, Isiah Maxwell, Scott Nails i Van Wylde |
| 2025 | AVN Award      | Najlepsza scena czwórki/orgii                  | Brazzers Presents: 20 for 20 (2024)        | Monique Alexander, Cherie Deville, Alexis Fawx, Kayley Gunner, Lily Lou, Abigaiil Morris, Kira Noir, Ryan Reid, Gal Ritchie, Queenie Sateen, Luna Star, Angela White, Hollywood Cash, Manuel Ferrara, Ricky Johnson, JMac, Mick Blue, Keiran Lee, Isiah Maxwell, Scott Nails i Van Wylde |
| 2025 | Urban X Award  | Najlepsza scena pary                           | Dirty Cops (2024)                          | Nicole Kitt |